# ITF Pretoria
Das ITF Pretoria (offiziell: Wiphold International) ist ein Tennisturnier der ITF Women’s World Tennis Tour, das in Pretoria ausgetragen wird.

## Siegerliste

### Einzel
| Jahr | Kategorie | Siegerin                             | Finalgegnerin                        | Ergebnis                             |
| ---- | --------- | ------------------------------------ | ------------------------------------ | ------------------------------------ |
| 2004 | $10.000   | Chanelle Scheeper                    | Lizaan du Plessis                    | 6:1, 6:3                             |
| 2004 | $10.000   | Chanelle Scheeper                    | Karoline Borgersen                   | 6:1, 6:3                             |
| 2005 | $10.000   | Marinne Giraud                       | Alicia Pillay                        | 6:4, 6:2                             |
| 2005 | $10.000   | Alicia Pillay                        | Lizaan du Plessis                    | 6:2, 6:2                             |
| 2006 | $10.000   | Surine de Beer                       | Monica Gorny                         | 6:2, 6:3                             |
| 2008 | $10.000   | Bianca Swanepoel                     | Davinia Lobbinger                    | 7:5, 3:6, 6:2                        |
| 2008 | $10.000   | Surina de Beer                       | Chanel Simmonds                      | 6:3, 6:3                             |
| 2009 | $10.000   | Irina Ramialison                     | Piia Suomalainen                     | 7:5, 6:2                             |
| 2009 | $10.000   | Chanel Simmonds                      | Davinia Lobbinger                    | 6:1, 6:0                             |
| 2019 | W15       | Merel Hoedt                          | Yvonne Neuwirth                      | 6:2, 6:1                             |
| 2021 | W25       | Zoë Kruger                           | Suzan Lamens                         | 3:6, 6:4, 6:4                        |
| 2022 | W60       | Anastassija Tichonowa                | Lina Glushko                         | 5:7, 6:3, 6:3                        |
| 2022 | W25       | wegen schlechten Wetters abgebrochen | wegen schlechten Wetters abgebrochen | wegen schlechten Wetters abgebrochen |
| 2023 | W25       | Emina Bektas                         | Lina Glushko                         | 3:6, 6:3, 7:66                       |
| 2023 | W60       | Alina Kornejewa                      | Tímea Babos                          | 6:3, 7:63                            |
| 2024 | W50       | Lina Glushko                         | Manon Léonard                        | 6:3, 7:5                             |
| 2024 | W50       | Laura Pigossi                        | Hanne Vandewinkel                    | 6:2, 4:6, 7:5                        |

### Doppel
| Jahr | Kategorie | Siegerinnen                           | Finalgegnerinnen                     | Ergebnis                             |
| ---- | --------- | ------------------------------------- | ------------------------------------ | ------------------------------------ |
| 2004 | $10.000   | Karoline Borgersen Leonie Mekel       | Karin Schlapbach Vanessa Wellauer    | 6:2, 6:4                             |
| 2004 | $10.000   | Melissa Berry Chanelle Scheepers      | Karoline Borgersen Leonie Mekel      | 6:2, 3:6, 7:5                        |
| 2005 | $10.000   | Lizaan du Plessis Alicia Pillay       | Abigail Olivier Elze Potgieter       | 6:4, 6:3                             |
| 2005 | $10.000   | Anna de Bruyn Julia Paetow            | Alicia Pillay Diana Vranceanu        | 7:5, 1:6, 7:62                       |
| 2006 | $10.000   | Aurelie Caffa Surine de Beer          | Andrea Oates Bianca Swanepoel        | 6:0, 6:2                             |
| 2008 | $10.000   | Christi Potgieter Bianca Swanepoel    | Tegan Edwards Davinia Lobbinger      | 6:1, 6:3                             |
| 2008 | $10.000   | Christi Potgieter Bianca Swanepoel    | Surina de Beer Lisa Marshall         | 6:3, 6:3                             |
| 2009 | $10.000   | Sina Haas Piia Suomalainen            | Lucia Kovarcikova Zuzana Linhova     | 7:62, 6:0                            |
| 2009 | $10.000   | Erica Krisan Welma Luus               | Martina Caciotti Nicole Clerico      | 6:1, 6:4                             |
| 2019 | W15       | Caroline Roméo Chanel Simmonds        | Zeel Desai Merel Hoedt               | kampflos                             |
| 2021 | W25       | Amina Anschba Elizabeth Mandlik       | Jenny Dürst Nina Stadler             | 6:2, 6:2                             |
| 2022 | W60       | Eudice Chong Wong Hong-yi             | Tímea Babos Walerija Sawinych        | 7:5, 5:7, [13:11]                    |
| 2022 | W25       | wegen schlechten Wetters abgebrochen  | wegen schlechten Wetters abgebrochen | wegen schlechten Wetters abgebrochen |
| 2023 | W25       | Emina Bektas Lina Glushko             | Tímea Babos Georgina García Pérez    | 6:3, 4:6, [13:11]                    |
| 2023 | W60       | Mai Hontama Alice Tubello             | Sofia Costoulas Dalila Spiteri       | 6:3, 6:3                             |
| 2024 | W50       | Emina Bektas Lina Glushko             | Sofia Costoulas Hanne Vandewinkel    | 7:65, 7:64                           |
| 2024 | W50       | Alina Tscharajewa Jekaterina Reingold | Zoë Kruger Isabella Kruger           | 6:0, 5:7, [10:3]                     |

## Quelle
- ITF Homepage